# Wesley Clark
Wesley Kanne Clark (Chicago, 23 de desembre de 1944) és un exmilitar estatunidenc, general de l'Exèrcit dels Estats Units. Va ser Comandant Suprem de l'Organització del Tractat de l'Atlàntic Nord durant la Guerra de Kosovo, on va dirigir el Bombardeig de l'OTAN sobre Iugoslàvia per permetre el retorn de 1.5 milions d'albanesos expulsats de Kosovo. L'any 2003 es va postular com a precandidat del Partit Demòcrata a la presidència dels Estats Units.
Wesley Clark va néixer el 23 de desembre de 1944 a Chicago, Illinois, EUA El seu pare, Benjamin Kanne, era veterà de la Primera Guerra Mundial i va morir quan Clark era amb prou feines un nen. Després de la mort del seu pare, la seva mare Veneta se'l va portar a viure a Little Rock, Arkansas, i allà va contreure segones núpcies amb Victor Clark, un exbanquer que es convertiria en padrastre de Wesley i li donaria el cognom amb què actualment se'l coneix.
El 1962 va ser acceptat en l'acadèmia militar nord-americana de West Point, amb la qual cosa van començar els seus 38 anys de servei a la milícia nord-americana. Durant la seva estada en l'acadèmia va conèixer a Gertrude Kingston, la seva actual esposa, en un ball ofert als membres de l'armada. Va acabar en primer lloc de la seva generació i va guanyar una Beca Rhodes per cursar un Màster en Política, Filosofia i Economia a la Universitat d'Oxford del Regne Unit. Als 25 anys i amb el grau de capità va comandar una companyia d'infanteria mecanitzada al Vietnam, on va ser ferit en combat per 4 projectils. La seva tasca al sud-est asiàtic li va fer creditor a l'Estrella de Plata de l'exèrcit nord-americà.
Durant la seva carrera militar el general Clark va comandar batallons als Estats Units i a Alemanya; es va especialitzar en aquells batallons amb problemes de disciplina o pèssimes avaluacions i els va convertir en unitats exemplars. En iniciar-se la Guerra del Golf Clark ja era general i tenia sota la seva responsabilitat el Centre Nacional d'Entrenament de l'Exèrcit dels EUA El 1997 va ser nomenat Comandant Suprem de l'OTAN i va dirigir des d'aquest lloc les accions militars nord-americanes en la guerra de Kosovo, la més sagnant a Europa des de la Segona Guerra Mundial.
A l'hivern de 2003, Wesley Clark es va postular com a precandidat del Partit Demòcrata a la presidència dels Estats Units. Entre els qui li van manifestar el seu suport públicament destaquen el director de cinema Michael Moore.

## Condecoracions

### Condecoracions estatunidenques
- Medalla del Servei de Defensa Distingit (amb quatre Manats de Fulles de Roure
- Medalla del Servei Distingit a l'Exèrcit (amb una fulla de roure)
- Estrella de Plata
- Legió del Mèrit (amb tres fulles de roure)
- Estrella de Bronze
- Cor Porpra
- Medalla del Servei Meritori (amb una fulla de roure)
- Medalla del Servei Lloable a l'Exèrcit (amb una fulla de roure)
- Insígnia Unificada d'Unitat Meritòria
- Medalla del Servei a la Defensa Nacional (amb una estrella de servei)
- Medalla del Servei al Vietnam (amb tres estrelles de servei)
- Medalla de la Campanya a Kosovo (amb una estrella de campanya)
- Galó del Servei a l'Exèrcit
- Galó de l'Exèrcit pel Servei a Ultramar (amb numeral 3)[1]
- Insígnia d'Infanteria de Combat
- Insígnia de Paracaigudista
- Espatllera dels Rangers[2]
- Insígnia d'Identificació de l'Estat Major de l'Exèrcit
- Insígnia d'Identificació de la Junta de Caps de l'Estat Major

## Premis civils
- Medalla Presidencial de la Llibertat
- Companys de la Casa Blanca
- Premi del Llegat del Lideratge
- Premi Lady Liberty per la Seguretat Naciona i la Pau Mundial
- Premi de la Pau als Balcans
- Premi del Secretari d'Estat pel Servei Públic Distingit

### Condecoracions estrangeres
- Cavaller Comandant de l'orde de l'Imperi Britànic (Regne Unit)
- Comandant de la Legió d'Honor (França)
- Gran Creu de Cavaller amb Espases de l'orde d'Orange-Nassau (Països Baixos)
- Grand Officer de l'Orde del Mèrit del Gran Ducat de Luxemburg
- Gran Cordó de l'Orde de Leopold (Bèlgica)
- Gran Oficial de l'orde Militar d'Itàlia
- Medalla de Campanya del Vietnam
- Citació d'Unitat per Accions Civils del Vietnam
- Gran Creu de l'Orde del Mèrit de la República Federal d'Alemanya
- Oficial de l'Orde nacional del Mèrit (França)
- Gran Creu de la Medalla del Mèrit Militar (Portugal)
- Creu de Comandant amb Estrella de l'orde del Mèrit de la República de Polònia
- Orde del Mèrit de la República Hongaresa
- Medalla Madarski Konnik (Bulgària)
- Medalla Commemorativa de 1a classe del Ministre de Defensa de la República d'Eslovàquia
- Gran Creu de l'orde del Gran Duc Gemiminas (Lituània)
- Orde Militar de la Creu de l'Àliga de 1a classe (Estònia)
- Gran cordó de l'orde d'Ouissam Alauita (Marroc)
- Orde de Maig (Argentina)
- Condecoració al Servei Meritori (Canadà)
- Creu al Mèrit del Ministre de Defensa de la República Txeca de 1a classe
- Orde del Mèrit Militar (Espanya)
- Gran Comandant de l'orde de Vesthardes Rex (Letònia)
- Creu de Comandant de Plata de l'orde de la Llibertat de la República d'Eslovènia
- Orde de Skanderbeg (Albània)
- Orde del Duc Trpimir amb Estrella (Croàcia)